# Bismarckturm (Weißenburg)
Der Bismarckturm befindet sich oberhalb des südwestlichen Steilhanges des 603,4 m ü. NHN hohen Rohrbergs nahe der Stadt Weißenburg in Bayern im mittelfränkischen Landkreis Weißenburg-Gunzenhausen, etwa einen Kilometer vom Gemeindeteil Hagenbuch entfernt.
Der Bismarckturm steht jedoch nicht im Stadtgebiet von Weißenburg, sondern auf der Gemarkung von Weiboldshausen, einem Gemeindeteil der Gemeinde Höttingen. Das Gebäude ist unter der Denkmalnummer D-5-77-141-39 als Baudenkmal in die Bayerische Denkmalliste eingetragen.

## Geschichte
Die Weißenburger Bismarcksäule ist die vorletzte, die nach dem von der Deutschen Studentenschaft preisgekrönten Entwurf Götterdämmerung des Architekten Wilhelm Kreis gebaut wurde. Ab 1900 gab es Pläne zum Bau eines Bismarckdenkmals, die allerdings erst nach der Gründung des Vereins zur Errichtung eines Bismarckturmes auf der Wülzburg 1904 verwirklicht werden konnten. Aus optischen Gründen wurde der Bismarckturm nicht auf der nahen Wülzburg, sondern am Rohrberg gebaut. Das durch Spendengelder finanzierte Denkmal wurde am 16. März 1911 vollendet und kostete rund 14.500 Mark. Er gehört seitdem der Stadt Weißenburg. Bei der Eröffnung entstand ein Brandschaden von 100 Mark. 2002 wurde der Turm saniert.

## Baubeschreibung
Der 12,65 Meter hohe Aussichtsturm hat als Basis ein zweistufiges, 49 Quadratmeter großes, quadratisches Podest, auf dem sich der Turmsockel erhebt. Der Turm hat 46 Stufen und auf der Aussichtsplattform befindet sich ein Feuerbecken. Er ist aus Dolomit und Kalkstein gefertigt. An der Säule sind ein Reichsadler, ein Bismarckwappen und das Weißenburger Stadtwappen angebracht.